# Юкоб
Юкоб (Юкоб-Ю) — река в России, течёт по территории северной части Лешуконского района Архангельской области. Левый приток реки Чулас.
Длина реки составляет 10 км.
Течёт по лесной болотистой местности. Генеральным направлением течения является северо-запад.

## Данные водного реестра
По данным государственного водного реестра России относится к Двинско-Печорскому бассейновому округу, водохозяйственный участок реки — Мезень от истока до водомерного поста у деревни Малонисогорская. Речной бассейн реки — Мезень.
Код объекта в государственном водном реестре — 03030000112103000048426.